# Kamenný Most
Kamenný Most là một làng thuộc huyện Kladno, vùng Středočeský, Cộng hòa Séc.